# Gumelnițacultuur

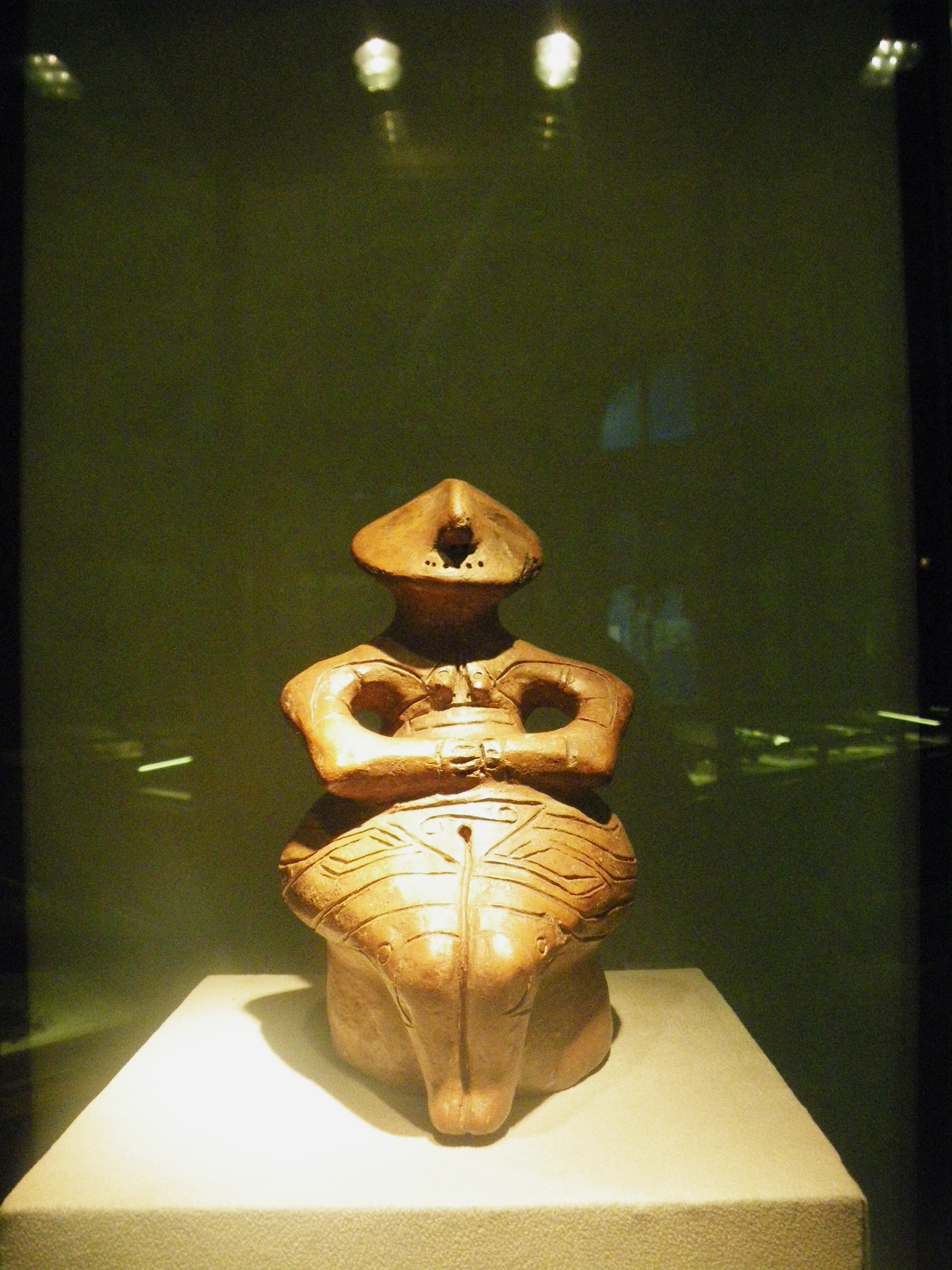
De dame van Pazardžik

De Gumelnița–Kodžadermen-Karanovo VI is een kopertijd-cultuur van de tweede helft van het 5e millennium v.Chr. tot het begin van het 2e millennium v.Chr. Ze omvat het gebied van Muntenië (waar het de Boiancultuur opvolgt), Dobroedzja (de gebieden van de voorafgaande Hamangiacultuur) en Zuid-Bessarabië. In het zuiden strekt ze tot in Oost-Bulgarije, zowel ten noorden als ten zuiden van het Balkan-gebergte, waar ze Karanovo VI genoemd wordt.
De cultuur wordt gekenmerkt door polychroom aardewerk en rijke begraafplaatsen. Een van de belangrijkste vindplaatsen is het grafveld van Varna van de lokale Varnacultuur.
Na bijna een millennium eindigde ze met de komst van de stammen der Cernavodăcultuur in het noordoosten. Elders kon ze zich nog bijna een eeuw handhaven (Gumelnița-B-fase).

## Nederzettingen
De woonplaatsen bevonden zich vaak op heuveltoppen of eilanden, en in de buurt van natuurlijke waterbronnen.
De nederzettingen hebben een rechthoekig grondpatroon. De eveneens rechthoekige huizen hadden zadeldaken en ronde ramen, zoals bekend door de miniaturen van de huizen in de opgravingen, en vloeren van aangestampte aarde. De wanden bestonden uit in de grond geslagen houten palen met daartussen een vlechtwerk van buigzame takken, opgevuld met leem en stro. Nabij bevonden zich werkplaatsen, slachthuizen, stallen, gemeenschappelijke ruimtes en cultusplaatsen.

## Materiële cultuur

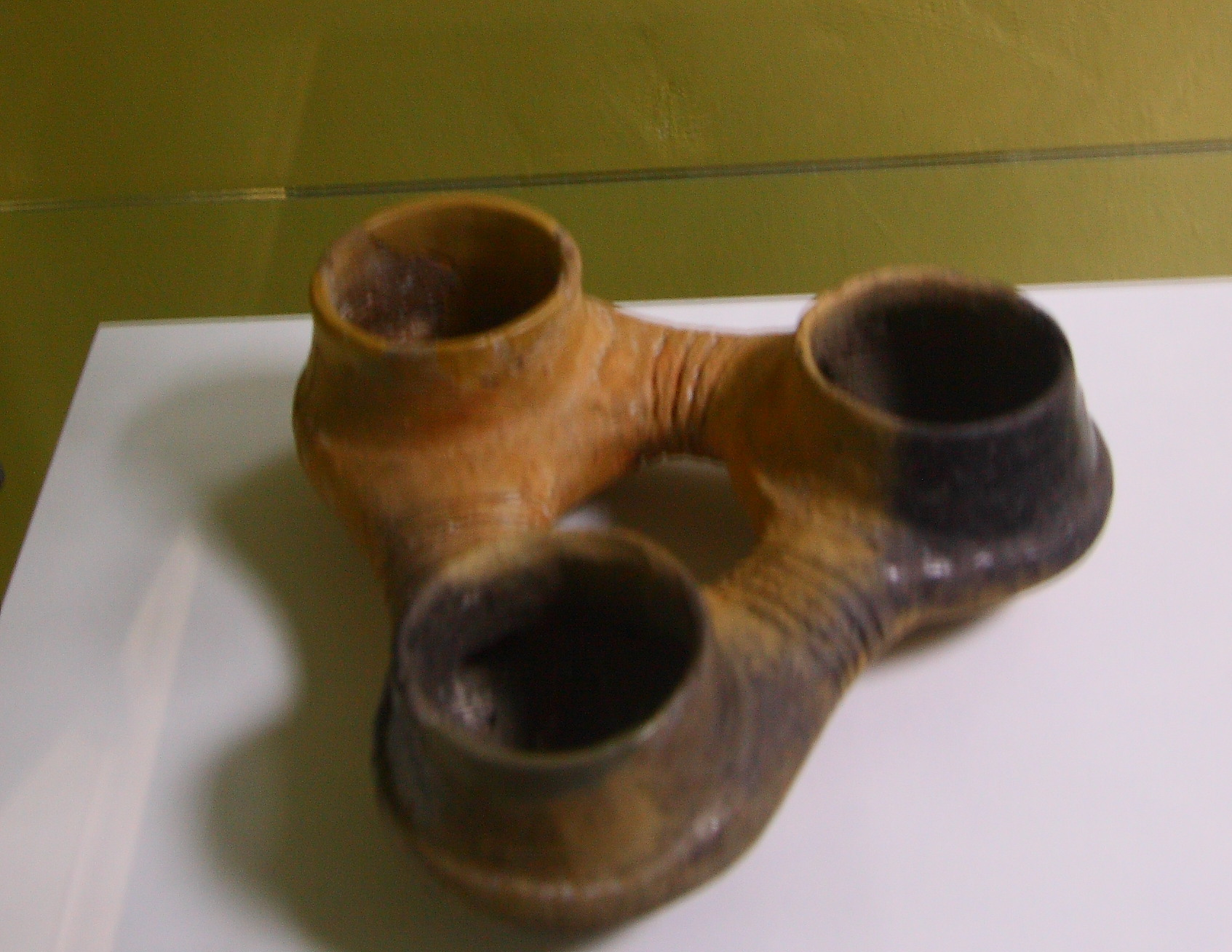

Veeteelt en landbouw zijn aangetoond. Jacht en visserij waren echter nog steeds van groot belang, zoals blijkt uit de talrijke harpoenen van hoorn en been. Tussen de nederzettingen vond handel plaats. Gereedschappen uit been, hoorn en steen werden gebruikt. Men vond grote bijlen met lange scherpe klingen, pijlen, harpoenen en dissels, en ook sieraden. Er werd koper en goud bewerkt.
Een groot aantal mensen- en dierfiguren uit aardewerk of been is gevonden, waarvan de betekenis nog onduidelijk is. Ongeveer een derde van de mensenfiguren is duidelijk vrouwelijk, slechts één procent duidelijk mannelijk, de rest is ongedefinieerd. Dit heeft aanleiding gegeven tot theorieën over een mogelijk matriarchaat.
Het aardewerk en de godenbeeldjes doen denken aan de Vinčacultuur. Opvallend aan het aardewerk is echter zijn karakteristieke afwerking met een glanzend gepolijst zwart oppervlak, bereikt door het aanbrengen van grafiet en een hoge baktemperatuur. Ook het beschilderde vaatwerk is vermeldenswaardig.

## Begrafeniscultuur
De doden werden in gehurkte houding begraven (hurkgraf), in buiten de woongebieden gelegen geordend aangelegde grafvelden. Veel schedels vertonen na de dood gemaakte inkepingen.
Het grafveld van Varna toont een aantal zeer rijke graven, met een hoeveelheid goud die voor deze periode ongeëvenaard is in de rest van de wereld.

## Metaalbewerking
De koperbewerking is volledig geconsolideerd. Er zijn vlakke bijlen, vishaken, pinnen met een dubbele spiraalkop en bijlen van het Vidra-type met een dwarsboring om een steel te bevestigen. Gouden ornamenten zijn kenmerkend voor de Gumelnițacultuur.
De mijnen van Aj-Boenar nabij Stara Zagora in Bulgarije waren de belangrijkste bron van het in de regio gebruikte erts. Er wordt geschat dat 55 tot 60% van het koper dat in de Bulgaarse locaties van de Gumelnițacultuur gevonden is afkomstig was van de Aj-Boenarmijn.
Het bestond uit een complex van bovengrondse mijnen, waarvan er elf gedocumenteerd zijn. Deze waren tot 110 m lang en 10 m breed, met een diepte tot 20 meter. Bij Aj-Boenar moeten in de kopertijd duizenden tonnen erts zijn verwijderd, door de bewoners van zeven nederzettingen binnen 15 km rond de mijn.
Tot stof vermalen mineralen, koperen bijlen, stenen knotsen etc. werden gevonden. Het koper werd naar het noorden geëxporteerd, langs de oevers van de Zwarte Zee tot de regio's van de Dnjepr en de Don.

## Zouthandel
De zouthandel was waarschijnlijk een belangrijke bron van rijkdom. De zoutwinning bij Solnitsata gaf aanleiding tot de bouw van de eerste ommuurde stad van Europa.

## Ondergang
Na het begin van het 4e millennium v.Chr. wordt de Gumelnițacultuur opgevolgd door de Cernavodăcultuur. Tussen de cultuurlagen is vaak een vernietigingslaag aanwezig.
De ondergang van de Gumelnița, Vinča en Lengyelculturen in hun hartlanden en de grootschalige bevolkingsbeweging naar het noorden en noordwesten zijn indirect bewijs voor een ramp van dusdanige omvang dat deze niet kan worden verklaard door klimaatverandering, verwoestijning of epidemieën.
Direct bewijs van de inval van ruitervolken wordt niet alleen in de enkelgraven onder grafheuvels gevonden, maar in het verschijnen van een heel complex van culturele eigenschappen die verwijzen naar de oostelijke steppeculturen. In het kader van de koerganhypothese wordt dit geassocieerd met een verder voordringen van Indo-Europese volkeren.